# Liste der Biografien/Mulv
Liste der Biografien |
Portal Biografien |
Personensuche
# |
A |
B |
C |
D |
E |
F |
G |
H |
I |
J |
K |
L |
M |
N |
O |
P |
Q |
R |
S |
T |
U |
V |
W |
X |
Y |
Z |
?
 
Ma |
Mb |
Mc |
Md |
Me |
Mf |
Mg |
Mh |
Mi |
Mj |
Mk |
Ml |
Mm |
Mn |
Mo |
Mp |
Mq |
Mr |
Ms |
Mt |
Mu |
Mv |
Mw |
Mx |
My |
Mz
 
Mua |
Mub |
Muc |
Mud |
Mue |
Muf |
Mug |
Muh |
Mui |
Muj |
Muk |
Mul |
Mum |
Mun |
Muo |
Mup |
Muq |
Mur |
Mus |
Mut |
Muu |
Muv |
Muw |
Mux |
Muy |
Muz
 
Mula |
Mulb |
Mulc |
Muld |
Mule |
Mulf |
Mulg |
Mulh |
Muli |
Mulj |
Mulk |
Mull |
Mulm |
Muln |
Mulo |
Mulr |
Muls |
Mult |
Mulu |
Mulv |
Mulw |
Muly |
Mulz
Die Liste der Biografien führt alle Personen auf, die in der deutschsprachigen Wikipedia einen Artikel haben. Dieses ist eine Teilliste mit 23 Einträgen von Personen, deren Namen mit den Buchstaben „Mulv“ beginnt.

## Mulv

### Mulva
- Mulva, James (* 1946), US-amerikanischer Manager
- Mulvaney, Dylan (* 1996), US-amerikanische TikTok-PersönlichkeitDylan Mulvaney (* 1996)

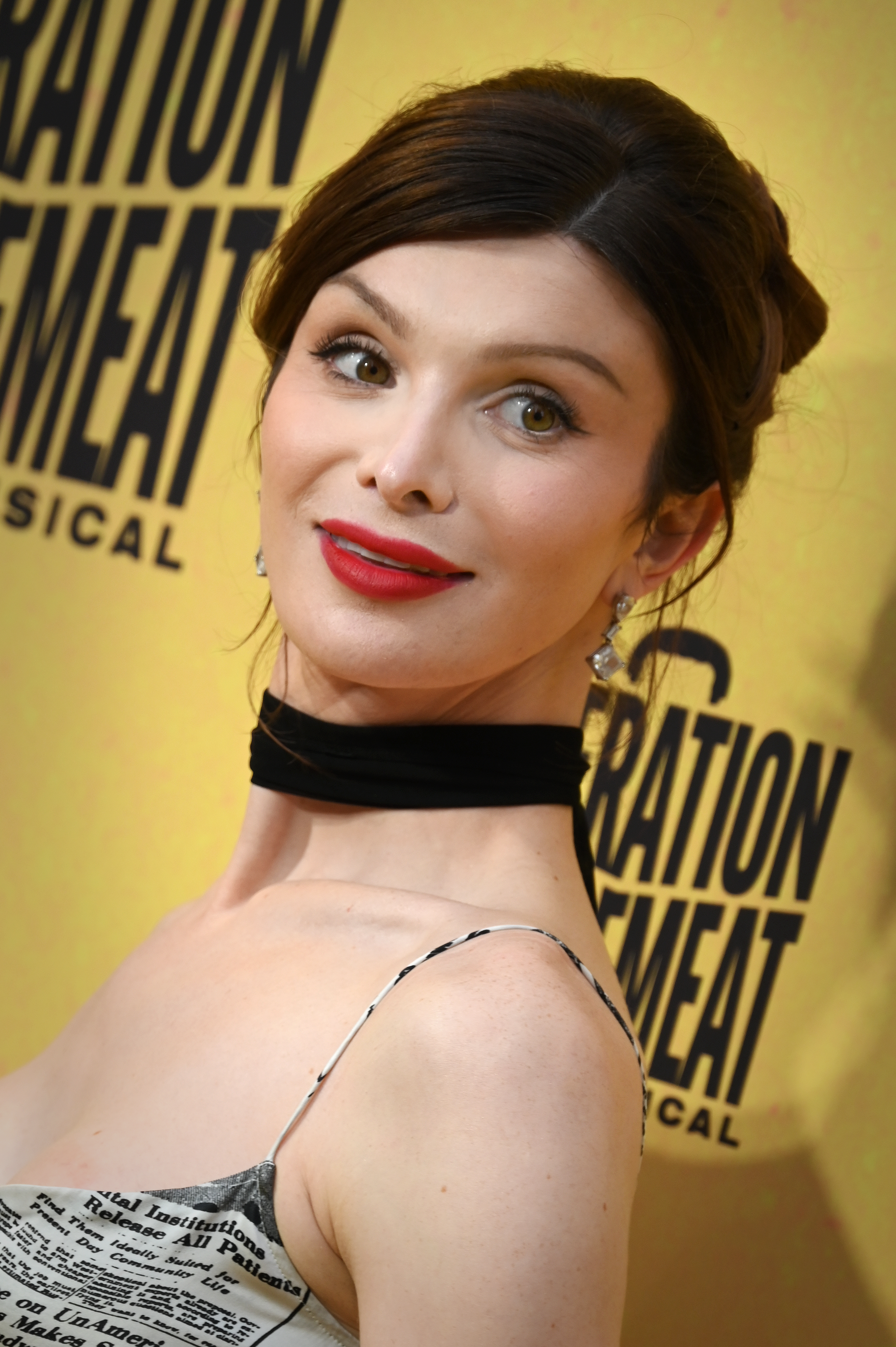
Dylan Mulvaney (* 1996)

- Mulvaney, Mick (* 1967), US-amerikanischer Politiker
- Mulvany, Thomas James (1779–1845), irischer Miniatur-, Landschafts-, Porträt- und Figurenmaler
- Mulvany, William Thomas (1806–1885), irisch-deutscher Unternehmer

### Mulve
- Mulvee, Robert Edward (1930–2018), US-amerikanischer Geistlicher, römisch-katholischer Bischof von Providence
- Mulvenon, James C. (* 1970), US-amerikanischer Politologe
- Mülverstedt, Arthur (1894–1941), deutscher SS-Gruppenführer und Polizeigeneral
- Mülverstedt, George Adalbert von (1825–1914), deutscher Archivar und Historiker
- Mulvey, Callan (* 1975), australischer Schauspieler
- Mulvey, Francis P. (* 1944), amerikanischer Wirtschaftswissenschaftler und Staatsbediensteter, Mitglied des Surface Transportation Boards
- Mulvey, Grant (* 1956), kanadischer Eishockeyspieler, -trainer und -funktionär
- Mulvey, Laura (* 1941), britische feministische Filmtheoretikerin
- Mulvey, Mike (* 1963), australisch-englischer Fußballtrainer
- Mulvey, Nick (* 1984), englischer Musiker
- Mulvey, Paul (* 1958), kanadischer Eishockeyspieler
- Mulvey, Sinéad (* 1988), irische Popsängerin
- Mulvey, William Michael (* 1949), US-amerikanischer Geistlicher, römisch-katholischer Bischof von Corpus Christi

### Mulvi
- Mulvihill, Daniel (1903–1970), amerikanischer Mediziner
- Mulvihill, James Philip (1905–1975), kanadischer Ordensgeistlicher, römisch-katholischer Bischof von Whitehorse
- Mulvihill, John (* 1945), irischer Politiker
- Mulvius Ofillius Restitutus, Gaius, römischer Offizier (Kaiserzeit)

### Mulvo
- Mulvoy-Ten, Ana (* 1992), britisch-spanische Schauspielerin mit irischen Wurzeln